# Tritsch-Tratsch-Polka

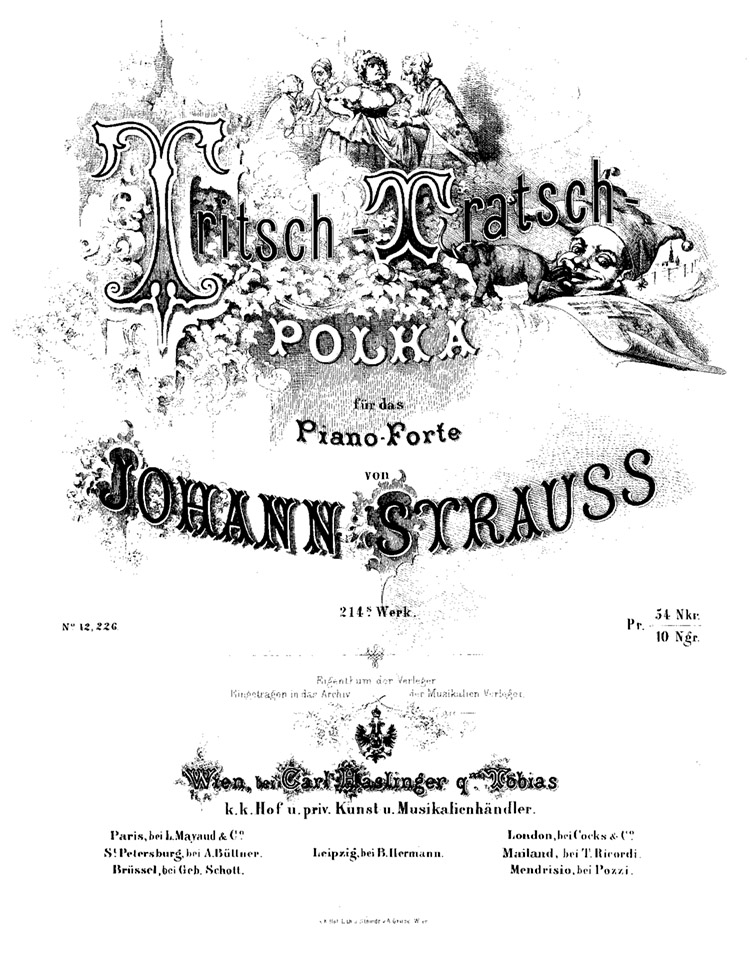
Titelsidan till klaverutdraget av polkan.

Tritsch-Tratsch-Polka, op. 214, är en polka av Johann Strauss den yngre. Den framfördes första gången den 24 november 1858 i ölstugan Zum Grossen Zeisig i Wien. "Tritsch-Tratsch" kan översättas med "slidder-sladder" eller "småskvaller".

## Historia
Sommaren 1858 befann sig Johann Strauss för tredje året på en konsertturné i Pavlovsk utanför Sankt Petersburg. Kort tid före hemresan stod det att läsa i tidningen Wiener Allgemeine Theaterzeitung den 24 september: "Herr Kapellmästare Johann Strauss har fullbordat följande kompositioner under sin vistelse i Sankt Petersburg detta år och de kommer i sinom tid finnas tillgängliga hos Carl Haslinger [Strauss förläggare]: 'Mes adieux à St. Petersburg', 'Bon-Bon', 'Tritsch-Tratsch-Polka', 'Szechenyi-Tänze'." Enär Tritsch-Tratsch-Polka mycket väl kan ha tillkommit i Ryssland framförde Strauss den inte där förrän nästa säsong, den 22 maj 1859.
Efter att ha kommit tillbaka till Wien gjorde Strauss sitt första publika framträdande vid en konsert i Volksgarten den 21 november 1858 och premiärspelade för hemmapubliken verket Abschied von St. Petersburg (op. 210), Champagner-Polka (op. 211), Fürst-Bariatinsky-Marsch (op. 212) och Bonbon-Polka (op. 213). Tre dagar senare den 24 november delade Strauss dirigentpulten med sin broder Josef Strauss vid en konsert i ölstugan Zum Grossen Zeisig, som låg ute i förorten Neubau. Johann framförde samma verk igen och introducerade en nyhet: Tritsch-Tratsch-Polka. Det nya verket blev en sensation och fick Wiener Allgemeine Theaterzeitung att extatiskt skriva den 27 november: "Johann Strauss enormt framgångsrika 'Tritsch-Tratsch-Polka', som mottogs med de mest stormande applåder, kommer inom några dagar finnas tillgänglig hos Carl Haslinger. Ingen danskomposition av sådan fräschör, humoristisk färg och pikant instrumentering har dykt upp på år och dar". 
Trycket efter de nya noterna var så stort att Haslinger tvingades ändra sitt publiceringsschema: klaverutdraget till polkan skrevs ut på några timmar och den första tryckta upplagan annonserades ut den 1 december 1858. Men när annonsen stod att läsa hade den första upplagan redan sålt slut och Haslinger var tvungen att trycka upp flera upplagor. Den nya polkan appellerade även till personer inom folkmusiken, vilka snabbt skrev texter till musiken och på så sätt hjälpte till att popularisera verket.
Den 7 mars 1858 föddes den nya tidningen Tritsch-Tratsch och beskrevs som en "humoristisk, satirisk veckopublikation". Den var en efterföljare till den kortlivade Der Teufel in Wien som hade gett ut sitt sista nummer den 25 februari 1858. Den nya tidningen redigerades av författaren och folksångaren Anton Varry, med bidrag från O.F. Berg och Josef Wimmer. Alla tre råkade dessutom vara bekanta till Johann Strauss. Wiener Allgemeine Theaterzeitung hyllade födelsen av denna "Wienska populära veckotidning" och noterade särskilt att "den är vackert sammanfogad; papper, tryck och särskilt träsnitten möttes med stort bifall". Träsnitten syftade på A. Carls humoristiska teckningar på framsidan med titeln Tritsch-Tratsch, en elefant som kravlar ut ur munnen på en jovial joker samt en avbild av Stefansdomen i Wien. Om Varrys publikation var ny, så var valet av titel mer än ett kvartssekel äldre. 1833 kom sångspelet Der Tritschtratsch med musik av Adolf Müller och med den store skådespelaren Johann Nestroy i huvudrollen. Ett citat från sångspelet var "... aus der Mücken einen Elefanten macht..." (ordagrant: "att göra en mygga av en elefant") vilket vidare förklarar elefanten på framsidan av Varrys tidning. På titelsidan till klaverutdraget av polkan återfinns både elefanten, jokern och Stefansdomen. Därutöver syns även de skvallrande fruarna från Nestoys fars. 

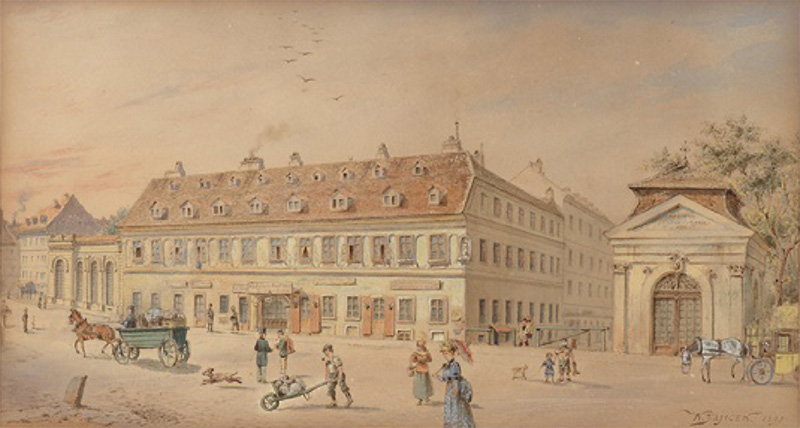
Ölstugan Zum grossen Zeisig i akvarell av Karl Wenzel Zajicek.

## Om polkan
Speltiden är ca 2 minuter och 32 sekunder plus minus några sekunder beroende på dirigentens musikaliska tolkning.